# 新北神社
新北神社 (にきたじんじゃ)は、佐賀県佐賀市にある神社。

## 祭典日
- 1月20日 - 廿日恵比須祭り[3]
- 2月21日 - 祈念祭
- 4月19日 - 春祭[4]
- 10月19日 お下り祭。佐賀県の重要無形文化財に指定されている「三重の獅子舞」が行われる[2]。

## 歴史
元は鎮守の森。古木は20世紀の台風でほとんど倒れた。 1600年齢のクスノキは残っている。
徐福が諸富町に上陸した伝説がある。2200年齢の中国由来のビャクシンの神木が社内で残っている。

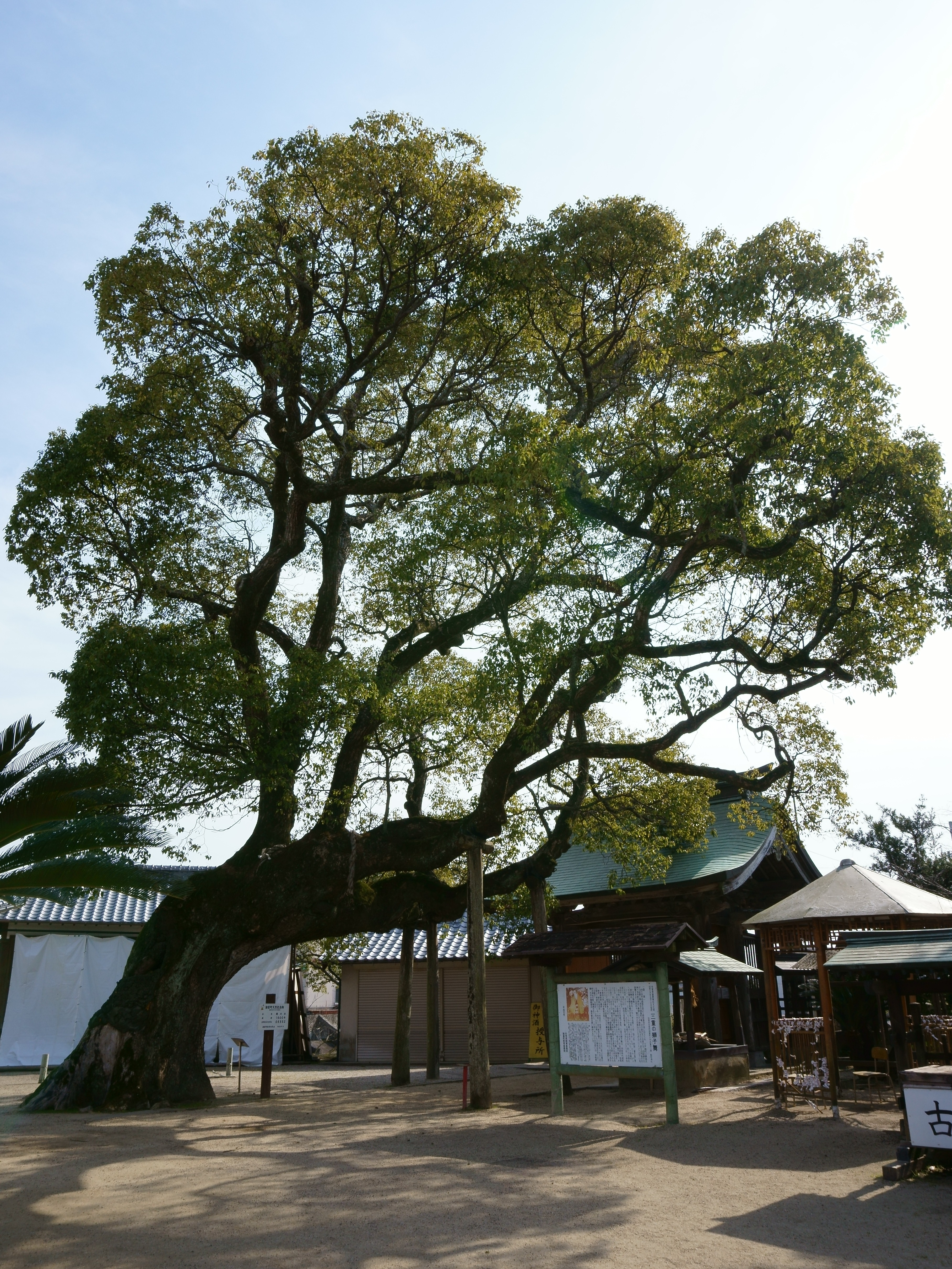
クスノキ
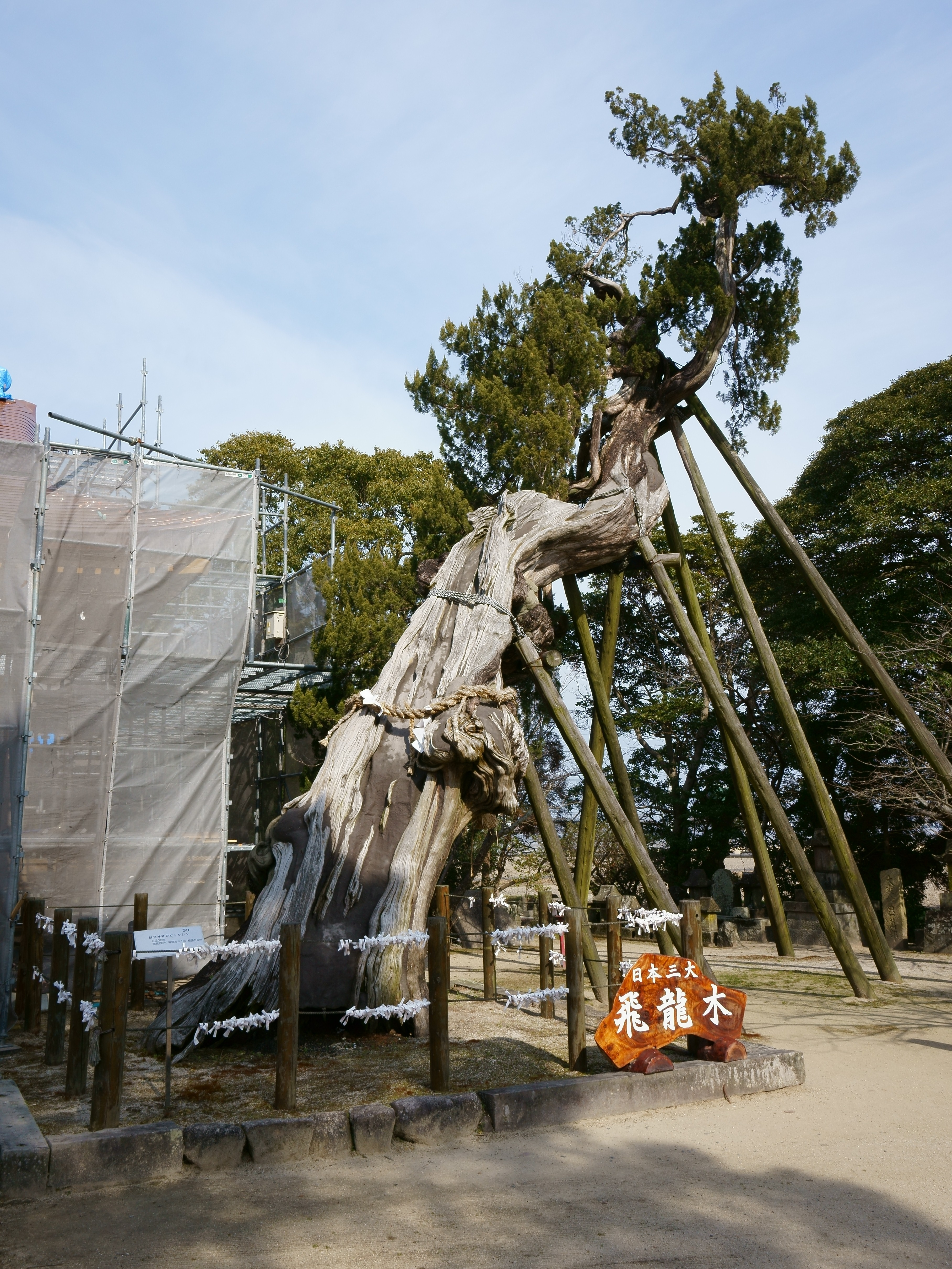
ビャクシン